# Дубровне (Варгашинський район)
Дубро́вне (рос. Дубровное) — село у складі Варгашинського району Курганської області, Росія. Адміністративний центр Південної сільської ради.
Населення — 370 осіб (2017, 444 у 2010, 569 у 2002).